# Miami Open 2017 - Qualificazioni singolare maschile
Le qualificazioni del singolare maschile del Miami Open 2017 sono state un torneo di tennis preliminare per accedere alla fase finale della manifestazione. I vincitori dell'ultimo turno sono entrati di diritto nel tabellone principale. In caso di ritiro di uno o più giocatori aventi diritto a questi sono subentrati i lucky loser, ossia i giocatori che hanno perso nell'ultimo turno ma che avevano una classifica più alta rispetto agli altri partecipanti che avevano comunque perso nel turno finale.

## Teste di serie
1. Nikoloz Basilašvili (spostato nel tabellone principale)
2. Pierre-Hugues Herbert (primo turno)
3. Michail Južnyj (ultimo turno, Lucky loser)
4. Rogério Dutra da Silva (ultimo turno)
5. Frances Tiafoe (qualificato)
6. Radu Albot (qualificato)
7. Renzo Olivo (ultimo turno)
8. Michail Kukuškin (qualificato)
9. Jared Donaldson (qualificato)
10. Nicolás Kicker (ultimo turno)
11. Lukáš Lacko (qualificato)
12. Santiago Giraldo (primo turno)

1. Ernesto Escobedo (qualificato)
2. Aljaž Bedene (qualificato)
3. Dušan Lajović (qualificato)
4. Serhij Stachovs'kyj (ultimo turno)
5. Marius Copil (primo turno)
6. Bjorn Fratangelo (primo turno, ritirato)
7. Norbert Gombos (ultimo turno)
8. Stefan Kozlov (ultimo turno)
9. Jozef Kovalík (primo turno)
10. Henri Laaksonen (primo turno)
11. Peter Polansky (primo turno)
12. João Souza (primo turno)

## Qualificati
1. Darian King
2. Aljaž Bedene
3. Benjamin Becker
4. Christian Harrison
5. Frances Tiafoe
6. Radu Albot

1. Ernesto Escobedo
2. Michail Kukuškin
3. Jared Donaldson
4. Dušan Lajović
5. Lukáš Lacko
6. Tim Smyczek

### Lucky loser
1. Michail Južnyj

## Tabellone

### Legenda
| - Q = Qualificato - WC = Wild card - LL = Lucky loser | - ALT = Alternate - SE = Special Exempt - PR = Protected Ranking | - w/o = Walkover - r = Ritirato - d = Squalificato |

### Sezione 1
|  | Primo turno | Primo turno   | Primo turno   | Primo turno | Primo turno |  |  | Ultimo turno  | Ultimo turno  | Ultimo turno  | Ultimo turno  | Ultimo turno |  |
|  |             |               |               |             |             |  |  |               |               |               |               |              |  |
|  | Alt         | Ivan Dodig    | 4             | 7           | 0           |  |  |               |               |               |               |              |  |
|  |             | Darian King   | 6             | 5           | 6           |  |  | Darian King   | Darian King   | Darian King   | Darian King   | w/o          |  |
|  |             | Reilly Opelka | Reilly Opelka | 6           | 7           |  |  | Reilly Opelka | Reilly Opelka | Reilly Opelka | Reilly Opelka |              |  |
|  | 17          | Marius Copil  | Marius Copil  | 4           | 63          |  |  |               |               |               |               |              |  |

### Sezione 2
|  | Primo turno | Primo turno           | Primo turno   | Primo turno | Primo turno |  |  | Ultimo turno | Ultimo turno | Ultimo turno | Ultimo turno | Ultimo turno |  |
|  |             |                       |               |             |             |  |  |              |              |              |              |              |  |
|  | 2           | Pierre-Hugues Herbert | 6             | 3           | 5           |  |  |              |              |              |              |              |  |
|  |             | Tobias Kamke          | 3             | 6           | 7           |  |  |              | Tobias Kamke | Tobias Kamke | 2            | 3            |  |
|  |             | Federico Gaio         | Federico Gaio | 4           | 3           |  |  | 14           | Aljaž Bedene | Aljaž Bedene | 6            | 6            |  |
|  | 14          | Aljaž Bedene          | Aljaž Bedene  | 6           | 6           |  |  |              |              |              |              |              |  |

### Sezione 3
|  | Primo turno | Primo turno     | Primo turno | Primo turno | Primo turno |  |  | Ultimo turno | Ultimo turno    | Ultimo turno | Ultimo turno | Ultimo turno |  |
|  |             |                 |             |             |             |  |  |              |                 |              |              |              |  |
|  | 3           | Michail Južnyj  | 6           | 4           | 7           |  |  |              |                 |              |              |              |  |
|  |             | Vincent Millot  | 4           | 6           | 64          |  |  | 3            | Michail Južnyj  | 6            | 3            | 2            |  |
|  |             | Benjamin Becker | 6           | 68          | 7           |  |  |              | Benjamin Becker | 1            | 6            | 6            |  |
|  | 24          | João Souza      | 4           | 7           | 5           |  |  |              |                 |              |              |              |  |

### Sezione 4
|  | Primo turno | Primo turno            | Primo turno        | Primo turno | Primo turno |  |  | Ultimo turno | Ultimo turno           | Ultimo turno           | Ultimo turno | Ultimo turno |  |
|  |             |                        |                    |             |             |  |  |              |                        |                        |              |              |  |
|  | 4           | Rogério Dutra da Silva | 6                  | 3           | 7           |  |  |              |                        |                        |              |              |  |
|  |             | Lukáš Rosol            | 4                  | 6           | 69          |  |  | 4            | Rogério Dutra da Silva | Rogério Dutra da Silva | 5            | 2            |  |
|  | WC          | Christian Harrison     | Christian Harrison | 6           | 6           |  |  | WC           | Christian Harrison     | Christian Harrison     | 7            | 6            |  |
|  | 23          | Peter Polansky         | Peter Polansky     | 4           | 2           |  |  |              |                        |                        |              |              |  |

### Sezione 5
|  | Primo turno | Primo turno        | Primo turno        | Primo turno | Primo turno |  |  | Ultimo turno | Ultimo turno    | Ultimo turno | Ultimo turno | Ultimo turno |  |
|  |             |                    |                    |             |             |  |  |              |                 |              |              |              |  |
|  | 5           | Frances Tiafoe     | Frances Tiafoe     | 7           | 6           |  |  |              |                 |              |              |              |  |
|  |             | Tejmuraz Gabašvili | Tejmuraz Gabašvili | 62          | 3           |  |  | 5            | Frances Tiafoe  | 4            | 6            | 6            |  |
|  |             | Mathias Bourgue    | 6                  | 2           |             |  |  |              | Mathias Bourgue | 6            | 4            | 4            |  |
|  | 18          | Bjorn Fratangelo   | 3                  | 1           | r           |  |  |              |                 |              |              |              |  |

### Sezione 6
|  | Primo turno | Primo turno         | Primo turno | Primo turno | Primo turno |  |  | Ultimo turno | Ultimo turno        | Ultimo turno | Ultimo turno | Ultimo turno |  |
|  |             |                     |             |             |             |  |  |              |                     |              |              |              |  |
|  | 6           | Radu Albot          | 6           | 2           |             |  |  |              |                     |              |              |              |  |
|  |             | Elias Ymer          | 3           | 1           | r           |  |  | 6            | Radu Albot          | 4            | 6            | 6            |  |
|  | PR          | Ernests Gulbis      | 7           | 4           | 0           |  |  | 16           | Serhij Stachovs'kyj | 6            | 2            | 4            |  |
|  | 16          | Serhij Stachovs'kyj | 63          | 6           | 6           |  |  |              |                     |              |              |              |  |

### Sezione 7
|  | Primo turno | Primo turno      | Primo turno      | Primo turno | Primo turno |  |  | Ultimo turno | Ultimo turno     | Ultimo turno     | Ultimo turno | Ultimo turno |  |
|  |             |                  |                  |             |             |  |  |              |                  |                  |              |              |  |
|  | 7           | Renzo Olivo      | 7                | 63          | 6           |  |  |              |                  |                  |              |              |  |
|  |             | Aleksandr Bublik | 5                | 7           | 1           |  |  | 7            | Renzo Olivo      | Renzo Olivo      | 5            | 3            |  |
|  |             | Denis Kudla      | Denis Kudla      | 3           | 2           |  |  | 13           | Ernesto Escobedo | Ernesto Escobedo | 7            | 6            |  |
|  | 13          | Ernesto Escobedo | Ernesto Escobedo | 6           | 6           |  |  |              |                  |                  |              |              |  |

### Sezione 8
|  | Primo turno | Primo turno      | Primo turno      | Primo turno | Primo turno |  |  | Ultimo turno | Ultimo turno     | Ultimo turno     | Ultimo turno | Ultimo turno |  |
|  |             |                  |                  |             |             |  |  |              |                  |                  |              |              |  |
|  | 8           | Michail Kukuškin | Michail Kukuškin | 6           |             |  |  |              |                  |                  |              |              |  |
|  |             | Peter Gojowczyk  | Peter Gojowczyk  | 4           | r           |  |  | 8            | Michail Kukuškin | Michail Kukuškin | 6            | 6            |  |
|  |             | Quentin Halys    | 4                | 6           | 62          |  |  | 19           | Norbert Gombos   | Norbert Gombos   | 4            | 1            |  |
|  | 19          | Norbert Gombos   | 6                | 1           | 7           |  |  |              |                  |                  |              |              |  |

### Sezione 9
|  | Primo turno | Primo turno     | Primo turno     | Primo turno | Primo turno |  |  | Ultimo turno | Ultimo turno    | Ultimo turno    | Ultimo turno | Ultimo turno |  |
|  |             |                 |                 |             |             |  |  |              |                 |                 |              |              |  |
|  | 9           | Jared Donaldson | Jared Donaldson | 6           | 6           |  |  |              |                 |                 |              |              |  |
|  | WC          | Wu Yibing       | Wu Yibing       | 2           | 2           |  |  | 9            | Jared Donaldson | Jared Donaldson | 7            | 6            |  |
|  | WC          | Nicola Kuhn     | 3               | 6           | 3           |  |  | 20           | Stefan Kozlov   | Stefan Kozlov   | 5            | 3            |  |
|  | 20          | Stefan Kozlov   | 6               | 3           | 6           |  |  |              |                 |                 |              |              |  |

### Sezione 10
|  | Primo turno | Primo turno        | Primo turno        | Primo turno | Primo turno |  |  | Ultimo turno | Ultimo turno   | Ultimo turno   | Ultimo turno | Ultimo turno |  |
|  |             |                    |                    |             |             |  |  |              |                |                |              |              |  |
|  | 10          | Nicolás Kicker     | Nicolás Kicker     | 7           | 7           |  |  |              |                |                |              |              |  |
|  |             | Andrew Whittington | Andrew Whittington | 63          | 62          |  |  | 10           | Nicolás Kicker | Nicolás Kicker | 4            | 3            |  |
|  |             | Grega Žemlja       | Grega Žemlja       | 3           | r           |  |  | 15           | Dušan Lajović  | Dušan Lajović  | 6            | 6            |  |
|  | 15          | Dušan Lajović      | Dušan Lajović      | 6           |             |  |  |              |                |                |              |              |  |

### Sezione 11
|  | Primo turno | Primo turno       | Primo turno       | Primo turno | Primo turno |  |  | Ultimo turno | Ultimo turno      | Ultimo turno      | Ultimo turno | Ultimo turno |  |
|  |             |                   |                   |             |             |  |  |              |                   |                   |              |              |  |
|  | 11          | Lukáš Lacko       | 6                 | 4           | 6           |  |  |              |                   |                   |              |              |  |
|  | WC          | Vasil Kirkov      | 4                 | 6           | 4           |  |  | 11           | Lukáš Lacko       | Lukáš Lacko       | 6            | 6            |  |
|  | WC          | Miomir Kecmanović | Miomir Kecmanović | 6           | 6           |  |  | WC           | Miomir Kecmanović | Miomir Kecmanović | 3            | 2            |  |
|  | 22          | Henri Laaksonen   | Henri Laaksonen   | 2           | 4           |  |  |              |                   |                   |              |              |  |

### Sezione 12
|  | Primo turno | Primo turno      | Primo turno      | Primo turno | Primo turno |  |  | Ultimo turno    | Ultimo turno    | Ultimo turno    | Ultimo turno | Ultimo turno |  |
|  |             |                  |                  |             |             |  |  |                 |                 |                 |              |              |  |
|  | 12          | Santiago Giraldo | Santiago Giraldo | 4           | 3           |  |  |                 |                 |                 |              |              |  |
|  |             | Tim Smyczek      | Tim Smyczek      | 6           | 6           |  |  | Tim Smyczek     | Tim Smyczek     | Tim Smyczek     | 7            | 6            |  |
|  |             | Ruben Bemelmans  | 1                | 7           | 6           |  |  | Ruben Bemelmans | Ruben Bemelmans | Ruben Bemelmans | 5            | 1            |  |
|  | 21          | Jozef Kovalík    | 6                | 5           | 3           |  |  |                 |                 |                 |              |              |  |